# Set Dance
Der Set Dance (irisch seitrince, damhsa leithleach) ist die beliebteste Form des irischen Volkstanzes, die mindestens seit 150 Jahren besteht. Die Verfolgung des Social Set Dances durch die Kirche und damit durch den irischen Staat bis in die 1970er bewirkte, dass viele Sets in Vergessenheit gerieten und der Set Dance selbst sehr unpopulär wurde. In den 1980er Jahren startete eine Wiederbelebung insbesondere durch den Tänzer Connie Ryan, und viele Sets, die seit 40 Jahren nicht mehr getanzt worden waren, wurden wieder rekonstruiert bzw. neue Tänze choreographiert. Heute gibt es eine reiche Tanz-Szene nicht nur in Irland und den übrigen Ländern des Commonwealth, sondern auch in vielen anderen Ländern.
Die Sets basieren auf der französischen Quadrille, die von der Britischen Armee im 19. Jahrhundert nach Irland gebracht wurde. Irische Tänzer adaptierten die Figuren zu ihrer eigenen Musik und Schritte (Steps) zu Tänzen mit großer Geschwindigkeit und Spaß, so dass aus dem barocken Hoftanz eine einzigartige Form ländlicher Tanzkultur wurde.

## Aufstellung
Der Set Dance ist ein schneller Tanz, der oft von rhythmischen Steppschritten (battering) begleitet wird. Im Allgemeinen wird der Fuß dabei verhältnismäßig flach bewegt, Sprünge usw. werden vermieden. 

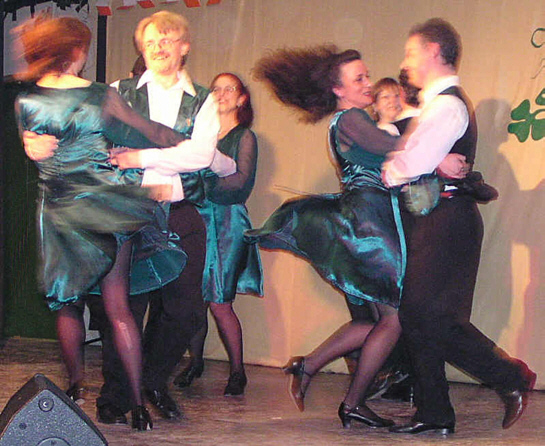
Shramore Set, 2. Figur, Swing mit „Céílí-hold“

In der Regel stellen sich vier Paare im Viereck auf (Ausnahme: Half Sets, die mit 2 Paaren getanzt werden). Sowohl alle acht beteiligten Tänzer als auch der Tanz selbst wird als Set bezeichnet. Der Tanz besteht dann aus einer bestimmten choreographischen Abfolge von drei bis zu neun Tanzfiguren (üblich sind vier bis sechs) mit einer kurzen Pause dazwischen. Im Set wird das Paar mit dem Rücken zur Band (Musik) traditionell als First Tops und das gegenüberstehende Paar als Second Tops bezeichnet. Meist wird das Paar links von den First Tops als First Sides, das ihm gegenüber stehende Paar als Second Sides bezeichnet. Diese Begriffe werden auch außerhalb Irlands so verwendet.
Set Dance wird zu Reels, Jigs, Polkas, Hornpipes, seltener zu Mazurkas getanzt.
Es gibt beim Set Dance zahlreiche regionale Varianten, so z. B. den South Galway Set oder den Clare Set.
Sets aus einer Gegend haben normalerweise ähnliche Elemente. Zum Beispiel haben Sets aus der Connemara Region (wie dem Connemara Reel Set, den South Galway Reel Set und das Claddagh Set) die First Sides rechts der First Tops. Sets aus der Clare Region betonen die Beinarbeit stärker (battering).
Vom Square Dance und Round Dance unterscheidet sich der Set Dance in der Regel durch den fehlenden Caller (bzw. Cuer), der den jeweiligen Tanz vorgibt. Sollte dennoch gecallt werden, ist dies nur als Hilfestellung für Anfänger oder ungeübtere Tänzer zu verstehen. Die Reihenfolge der Figuren wird nicht – wie z. B. beim Square Dance – durch den Caller bestimmt. Sie sind von vornherein festgelegt.
Die Tänze sind überwiegend regionale Tänze und tragen oft Namen von Städten oder Regionen in Irland und werden als Set bezeichnet: Aran, Ardgroom, Armagh, Auban, Ballyvourney Jig, Ballyvourney Reel, Ballinascarty Half, Ballycommon, Black Valley Jig, Borlin, Caledonian, Caragh Lake Jig, Cashel, Cavan Reel, Clare Lancers, Clare Orange and Green, Connemara, Corofin Plain, Derradda, Down Lancers, Down Quadrilles, Dublin, Dunmanway, Durrow Threshing, Fermanagh, Fermanagh Quadrilles, Frères Nantais, Gillen, Glencar Polka, Jenny Lind, Keadue Lancers, Kenmare Polka, Kildare, Kilkenny Lancers, Kilkenny Quadrilles, Labasheeda Reel, Leitrim, Limerick Orange and Green, Longford, Mazurka, Melleray Lancers, Monaghan, Newmarket Meserts, Newmarket Plain, Newport, North Kerry, Paris, Plain Polka, Plain, Portmagee Meserts, Roscommon Lancers, Shramore, Skibbereen, Sliabh gCua, Sliabh Luachra, South Galway Reel, South Kerry, South Sligo Lancers, Televara, Tipperary Lancers, Tory Island Lancers, Tubbercurry Lancers, Valentia Right and Left, Waltz Cotillion, West Kerry.

## Solotänze
Was die Solotänze beim Set Dance angeht, so gibt es noch vier Solo Set Dances, die mit Hardschuhen bei Wettkämpfen oder als Vorführtänze getanzt werden und Steptänze sind. Diese sind schon sehr alt und man kann sie auch nicht zu einer anderen Musik tanzen. Die Choreografien sind festgelegt, es gibt aber dennoch regionale Abweichungen einzelner Schritte. Die Solo Settänze wie auch die Ceili-Tänze sind durch die strengen Reglements stark kommerzialisiert. Der bekannteste ist der St. Patricks Day (in the Morning), aber auch die anderen Tänze (Blackbird, Garden of Daisies und Job of Journey Work) sind sehr verbreitet. Weitere Settänze, die von O’Keeffe & O’Brien (1934) auch als Figure dances bezeichnet wurden, sind:
Rub the Bag, The Stucaire, Funny Tailor, The Downfall of Paris, Buonaparte’s Retreat, Rodney’s Glory, The Three Sea Captains, The Jockey through the Fair, The Blackthorn Stick, The Killicrankie, Lady Cucool, Rocky Road to Dublin, The Girl I Left Behind Me, Ace and Deuce of Pipering, Drops of Brandy, Cover the Buckle, Short Double (County Cork), Single, Maggie Pickins (County Donegal), My Love She’s but a Lassie yet (Donegal).

## Szene
Set-Dance-Treffen werden als Céilí (sprich: Keeli) bezeichnet. Das Wort Céilí steht für den eigentlichen Tanzabend mit Set-Dance oder Céilí-Dancing oder auch beidem. Mitunter werden dabei auch andere Tänze wie Walzer, Quickstep und Jive getanzt. „Céilí and old time“ ist eine Mischung aus Sets, Céilí-Tänzen und Walzer.
Solche Céilithe finden in ganz Europa regelmäßig statt. Meist werden sie von lokalen Set-Dance-Gruppen veranstaltet, die häufig auch jährliche Workshops organisieren, an denen irische Set-Dance-Lehrer ausgewählte Sets lehren. Solche Workshops dauern mehrere Tage, und in ihrem Rahmen finden auch wieder Céilithe statt.
Das größte Set-Dance-Treffen ist die jährlich ab dem ersten Samstag im Juli abgehaltene Willie Clancy Summer School in Miltown Malbay, County Clare in Irland. Dort werden eine Woche lang morgens Sets unterrichtet, nachmittags und abends werden an unterschiedlichen Orten in der Umgebung große Céilithe mit Livebands durchgeführt.